# جیسون موس
جیسون موس (به انگلیسی: Jason Mewes) (زاده ۱۲ ژوئن ۱۹۷۴) بازیگر، کمدین آمریکایی است.
از فیلم‌های معروف او می‌توان به بازی در فیلم جی و باب ساکت پاتک می‌زنند، به دنبال امی، فروشنده‌ها ، دخترخاله سارا و فروشنده‌ها، قسمت دوم اشاره کرد.